# راتينجية أرجوانية المخروط
الراتينجية الأرجوانية المخروط أو البيسية الأرجوانيو المخروط نوع شجري يتبع جنس الراتينجية من الفصيلة الصنوبرية.